# Quận Franklin, Mississippi
Quận Franklin là một quận thuộc tiểu bang Mississippi, Hoa Kỳ.
Quận này được đặt tên theo. Benjamin Franklin. Theo điều tra dân số của Cục điều tra dân số Hoa Kỳ năm 2000, quận có dân số 8448 người. Quận lỵ đóng ở Meadville6.

## Địa lý
Theo Cục điều tra dân số Hoa Kỳ, quận có diện tích 1468 km2, trong đó có 6 km2 là diện tích mặt nước.

### Các xa lộ chính
- U.S. Highway 84
- U.S. Highway 98
- Mississippi Highway 33

### Quận giáp ranh
- Quận Jefferson (bắc)
- Quận Lincoln (đông)
- Quận Amite (nam)
- Quận Wilkinson (tây nam)
- Quận Adams (tây)